# Jean-Pierre Picqué
Jean-Pierre Picqué est un homme politique français né en 1748 à Lourdes (Hautes-Pyrénées) et décédé le 24 mai 1835 à Paris.

## Biographie
Il est élu, le quatrième sur six, député du département des Hautes-Pyrénées à la Convention. Il y joue un rôle de second plan. Il est élu suppléant au Comité de Commerce. Il vote la mort avec sursis lors du procès de Louis XVI, en faveur de la mise en accusation de Marat et est absent au scrutin sur le rétablissement de la Commission des Douze. Le 22 vendémiaire an IV (14 octobre 1795), il est réélu au Conseil des Cinq-Cents. Il en sort au renouvellement de l'an V.
Picqué est compris dans la loi du 12 janvier 1816 contre les régicides qui se sont ralliés aux Cent-Jours. Il est contraint de s'exiler à Bruxelles. Il revient en France à la faveur des Trois-Glorieuses et meurt à Paris.